# LiuGong
LiuGong, ufficialmente Guangxi LiuGong Machinery Co., Ltd., è un'azienda multinazionale cinese che produce macchinari per l'edilizia, con sede a Liuzhou, in Cina. È il decimo produttore di attrezzature per costruzioni al mondo per quota di mercato e il più grande produttore mondiale di pale gommate.
I suoi prodotti includono pale gommate, bulldozer, minipale compatte, carrelli elevatori, livellatrici, escavatori, escavatori a lungo braccio, rulli compressori, gru montate su camion e cingolate, finitrici, mini escavatori, perforatrici, autocarri ribaltabili per attività minerarie, attrezzature per calcestruzzo e fresatrici a freddo.

## Storia
LiuGong nacque nel 1958 a Liuzhou, nella regione autonoma del Guangxi, in Cina, con il nome di Liuzhou Construction Machinery Factory. Negli anni successivi, l’azienda si affermò come pioniera nel settore dei macchinari da costruzione in Cina. Nel 1966 produsse la prima pala gommata modernizzata del Paese, lo Z435, che ricevette l’approvazione ufficiale nel 1968. Nel 1971 introdusse il primo caricatore articolato e nel 1976 realizzò le prime pale gommate di grandi dimensioni.

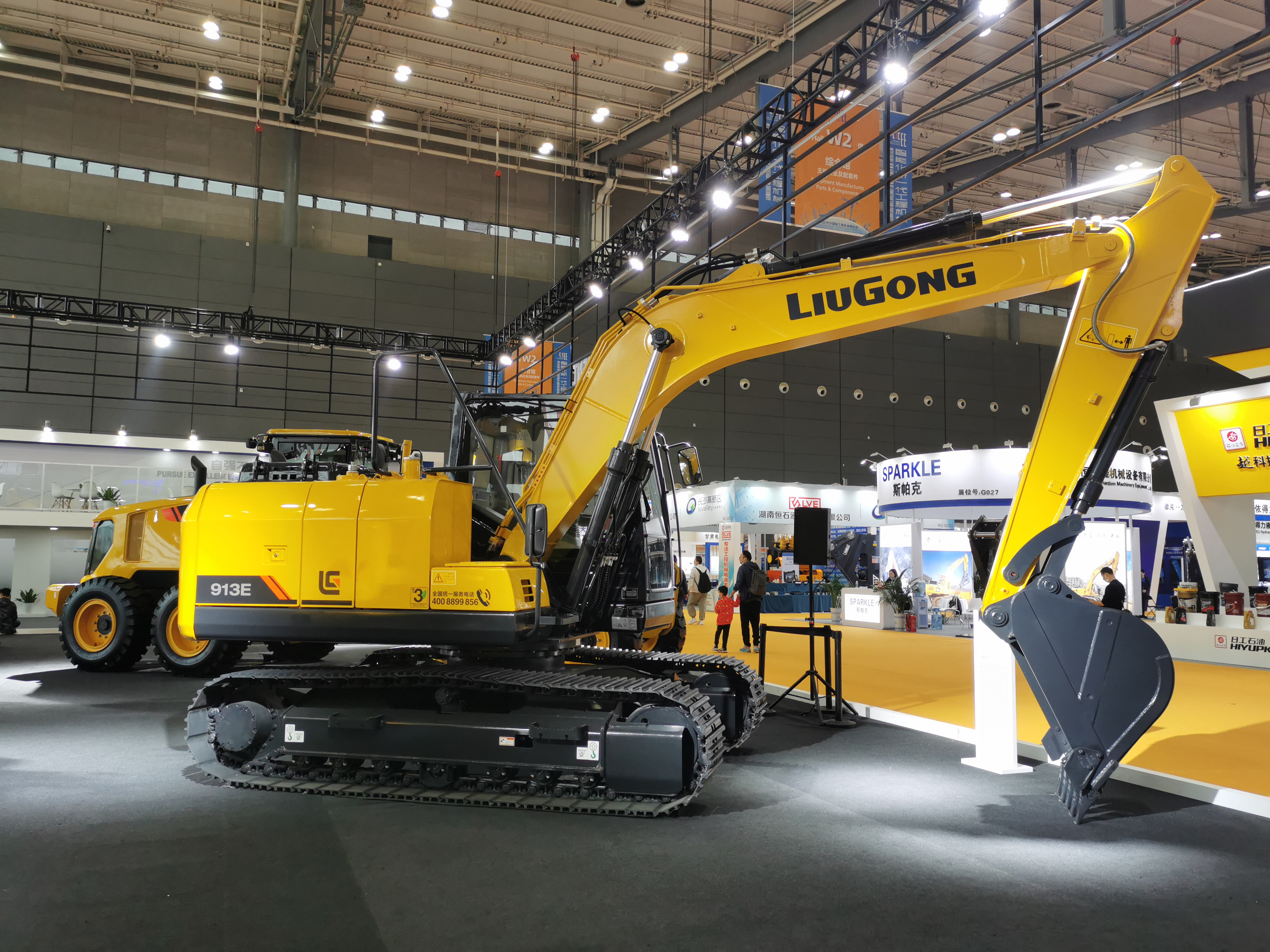
LiuGong 913E

Durante gli anni ’80 e ’90, LiuGong adottò una strategia di aggiornamento tecnologico e formazione internazionale. Nel 1987 avviò una collaborazione con Caterpillar per la licenza e il trasferimento di know-how. In quegli anni incrementò la propria capacità produttiva e diversificò l’offerta con l’introduzione di bulldozer, escavatori e rulli compressori. Nel 1993 divenne la prima azienda cinese del settore ad essere quotata in borsa, presso la Borsa di Shenzhen. Nel 1995 siglò una joint venture con il gruppo tedesco ZF Friedrichshafen, per la produzione di sistemi di trasmissione, partnership che rimase attiva negli anni a seguire.
A partire dal 2000, LiuGong accelerò la propria espansione attraverso acquisizioni strategiche e ampliamento di gamma. Acquisì la Jiangyin Roller Company, aumentando le sue linee di prodotto a 12, includendo pale gommate, bulldozer, escavatori, carrelli elevatori, motolivellatrici, gru e altri macchinari specializzati. Tra il 2003 e il 2009 aprì filiali e stabilimenti in India, Australia e Brasile, consolidando la propria presenza globale.
Nel 2012, l’azienda acquisì la divisione macchine per costruzioni Dressta Co., Ltd., con sede a Stalowa Wola, in Polonia, da Huta Stalowa Wola, segnando la sua prima acquisizione industriale internazionale. Negli anni successivi, investì in nuovi centri di ricerca e sviluppo, in impianti di produzione intelligenti e in tecnologie digitali, come il sistema telematico iLink per la gestione remota delle flotte.

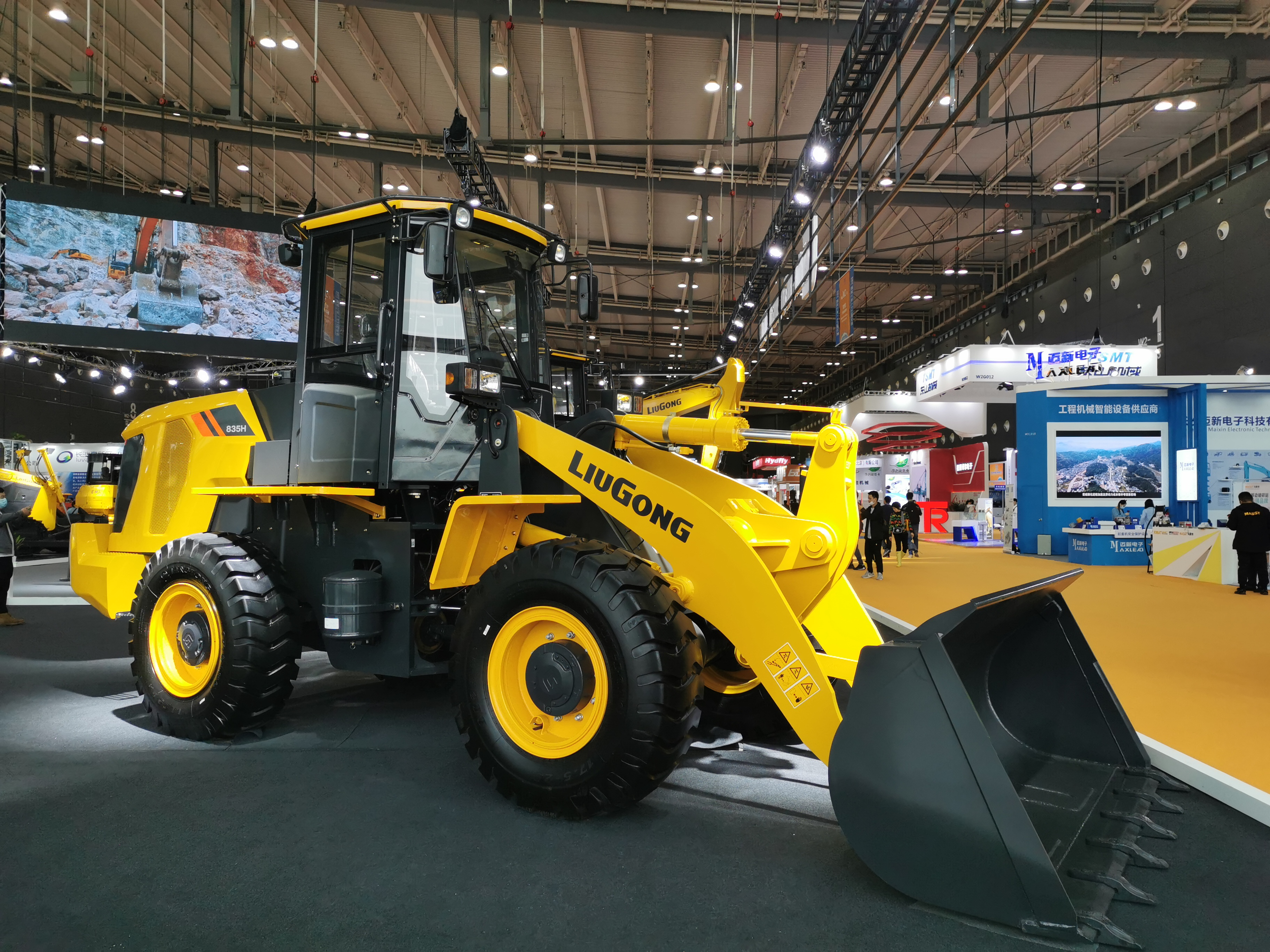
LiuGong 835H

Nel 2018 celebrò il 60º anniversario dalla fondazione, avendo nel frattempo consegnato oltre 400.000 pale gommate a livello globale. Continuò a rafforzare la propria presenza internazionale, specialmente in Europa, con hub commerciali, centri ricambi e una rete distributiva in continua espansione.
Nel 2023 vendette lo stabilimento polacco Dressta a HSW, trasferendo la produzione di bulldozer in Cina, nell’ambito di una più ampia riorganizzazione industriale. Nel 2024 e 2025 presentò una nuova gamma di macchinari elettrici, tra cui pale gommate, escavatori e motolivellatrici.

## Presenza globale e struttura operativa
LiuGong impiega oltre 11.000 persone in tutto il mondo e dispone di 24 stabilimenti produttivi, circa 2.650 punti vendita e 380 concessionari. A supporto della propria rete commerciale, l’azienda opera attraverso 10 uffici regionali dotati di servizi di ingegneria, marketing e assistenza tecnica, oltre a 10 centri ricambi distribuiti a livello globale.
La società è presente con filiali in aree strategiche quali Johannesburg, Sydney, Belo Horizonte, Dubai, Europa, Nuova Delhi, Stalowa Wola, Singapore, Mosca, Giacarta, Houston e Tashkent.

## Joint venture

### Guangxi Cummins Industrial Power
Il 20 ottobre 2011 LiuGong e Cummins hanno sottoscritto un accordo di joint venture per la costruzione di un nuovo stabilimento per la produzione di motori di media potenza a Liuzhou, nella provincia del Guangxi, nel sud della Cina. La joint venture, denominata Guangxi Cummins Industrial Power Co., Ltd., ha l’obiettivo di produrre motori conformi agli standard di emissione Tier 2 e Tier 3.

### Liuzhou ZF Machinery
Liuzhou ZF Machinery Co., Ltd. è una joint venture tra LiuGong (49%) e ZF Friedrichshafen, Germania (51%), che produce trasmissioni e componenti per trasmissioni destinate a macchinari per l’edilizia. L’accordo di joint venture venne ratificato dal Governo Popolare del Guangxi e firmato il 12 dicembre 1995 nella Grande Sala del Popolo di Pechino. La licenza commerciale fu approvata nello stesso anno.

### Beijing Capital Steel Heavy Duty Truck
LiuGong detiene una partecipazione del 42% in Beijing Capital Steel Heavy Duty Truck Co. Ltd, una controllata di Beijing Capital Steel Mining Co.